# Morpho semicypris
Morpho semicypris är en fjärilsart som beskrevs av Le Moult 1926. Morpho semicypris ingår i släktet Morpho och familjen praktfjärilar. Inga underarter finns listade i Catalogue of Life.